# Pseudolimnophila inornata
Pseudolimnophila inornata är en tvåvingeart. Pseudolimnophila inornata ingår i släktet Pseudolimnophila och familjen småharkrankar.

## Underarter
Arten delas in i följande underarter:
- P. i. inornata
- P. i. vidua